# Streptococcus sanguis
Streptococcus sanguis is een gram-positieve, facultatief anaerobe bacterie.
Deze bacterie vestigt zich pas in de mondholte na de eruptie van de gebitselementen.
De soort manifesteert zich in de mond vaak bij aften. Ze infecteert wondjes en lokt zo een immuunreactie uit, die een reactie blijkt te zijn tegen het eigen lichaam en zo dus een zweer veroorzaakt,